# Idiocera lackschewitzi
Idiocera lackschewitzi är en tvåvingeart som först beskrevs av Jaroslav Stary 1977.  Idiocera lackschewitzi ingår i släktet Idiocera och familjen småharkrankar. Inga underarter finns listade i Catalogue of Life.